# Franco Gasparri
Gianfranco "Franco" Gasparri (ur. 31 października 1948 w Senigallia, w regionie Marche, w prowincji Ankona, zm. 28 marca 1999 w Rzymie) – włoski aktor filmowy.

## Życiorys

### Wczesne lata
Urodził się i wychowywał w Senigallia, w regionie Marche, w prowincji Ankona. Był synem Rodolfo Gasparri, włoskiego malarza i plakacisty. Z powodów biznesowych ojca, po kilku latach wraz ze swoją rodziną przeniósł się do Rzymu.

### Kariera
Swoją karierę ekranową rozpoczął w wieku trzynastu lat w trzech filmach fantasy: Samson (Sansone, 1961) obok Serge'a Gainsbourga, Goliat i giganci (Goliath contro i giganti, 1961) i Furia Herkulesa (La Furia di Ercole, 1962).
Po odbyciu obowiązkowej służby wojskowej we włoskiej brygadzie spadochronowej "Folgore", znalazł drogę do sukcesu poprzez udział w sesjach zdjęciowych do komiksów "fotoromanzi", który dał mu ogromną popularność wśród młodych dziewcząt. Jego popularność wzrosła w połowie lat 70. jeszcze bardziej, kiedy wcielił się w postać policjanta Marka, głównego bohatera trzech filmów kryminalnych: Marka policjant (Mark il poliziotto, 1975),  Mark policjant strzela do pierwszego (Mark il poliziotto spara per primo, 1975) oraz 44 specjalista (Mark colpisce ancora, 1976).
Jego kariera została gwałtownie i przedwcześnie zakończenia w dniu 4 czerwca 1980, kiedy uległ wypadkowi motocyklowemu, został sparaliżowany i mógł poruszać się na wózku inwalidzkim do końca swego życia. Zmarł w szpitalu San Carlo di Nancy dziewiętnaście lat po wypadku, po nagłym kryzysie układu oddechowego, w wieku 51. lat.

## Filmografia
- 1961: Goliat i giganci (Goliath contro i giganti)
- 1961: Samson (Sansone) jako syn Mily
- 1962: Furia Herkulesa (La Furia di Ercole)
- 1973: Ultimatum
- 1974: La Preda
- 1975: Grzesznik (La Peccatrice) jako Michele
- 1975: Mark il poliziotto jako Mark Terzi
- 1975: Mark il poliziotto spara per primo jako Komisarz Mark Terzi
- 1976: Mark colpisce ancora jako Mark Patti